# Herman Ottó-barlang
A Herman Ottó-barlang Magyarország fokozottan védett barlangjai közül az egyik. A régészeti szempontból jelentős barlang a Bükki Nemzeti Parkban, Miskolcon helyezkedik el. Turista útikalauzokban is ismertetve van.

## Leírás
A Herman Ottó-barlang fokozott természetvédelmi és régészeti védettség alatt áll. A Központi-Bükkben (Déli-Bükk), Miskolc külterületén, a Szinva völgyében, az Alsóhámor és Felsőhámor között lévő Puskaporosi-szoros, más néven Szinva-szoros jobb (D-i) oldalában, közvetlenül a patak medre felett, 236 m tengerszint feletti magasságban található a barlang. Két bejárata van a barlangnak, egy alsó, valamint egy felső. Utóbbit említik Herman Ottó-kőfülke néven is. A barlang mindkét bejárata nagy méretű. A barlang alsó bejárata 5,1 m széles és 3,4 m magas, felső bejárata pedig 5,5 m széles és 6,2 m magas. A Herman Ottó-kőfülke a Herman Ottó-barlang felső emelete, és a Herman Ottó-barlang főágáig tart.
Árvizek idején, gyakran elönti a Szinva patak a Herman Ottó-barlang bejárati szakaszát, és ezzel megnehezíti a barlang megtekintését. A barlang két bejárata közül a felsőből (Herman Ottó-kőfülke) csak kötélen leereszkedve, az alsóból pedig csak a patakon átkelve lehet bejutni a barlang csak 4–6 m széles, de magas, inkább hasadékszerű elülső szakaszába. Az innen induló, elszűkülő folyosó a látogatót előbb négykézlábra, majd kúszásra kényszeríti. A majdnem vízszintes járat, 80 m után, éles szögben fordul jobbra, és addig emelkedik, míg egy kisebb terembe ér. Onnan, egy állandóan bent lévő, rögzített kötélen, mely meglehetősen rossz állapotban van, érhető el a néhány méter után elszűkülő végpont.
A barlang bejárati folyosóját és csarnokának nagy részét jelenleg elfoglalja egy 1,5 m mélységű és 25×4 m felületű tó. Középső triász mészkőben (Fehérkői Mészkő Formáció) jött létre az üregrendszer, amely 131,4 m hosszú, 34,2 m függőleges kiterjedésű, 2,2 m mély, 32 m magas, vízszintes kiterjedése pedig 77 m. A barlang, amely vizet vezetett régen, falait hullámkagylók, ujjbegykarrok és mennyezeti csatornák díszítik. Breccsazóna, kalcittelér, kipreparálódott rétegfej, tűzkő és limonitnyomok is látszanak benne, de csak kis felületen. Ásványkiválásai közül meg kell említeni a bejárati terem cseppkőlefolyásait és cseppkőbekérgezéseit, a szétvésett, elöregedett mésztufagátakat, és a bejárat közelében található száraz, porlódó hegyitej képződményeket. A barlangot látogatni és kutatni csak a Bükki Nemzeti Park Igazgatóság, illetve az Észak-magyarországi Környezetvédelmi, Természetvédelmi és Vízügyi Felügyelőség engedélyével lehet.
A barlangban élő denevérek nyugalmának biztosítása miatt, március 15. és szeptember 31. között (illetve amikor megjelenik a kolónia) tilos látogatni a barlangot.
Előfordul a Herman Ottó-barlang az irodalomban Alsóhámori kőfülke (Korek, Patay 1958), Herman-barlang (Kadić 1931), Herman fülkéje (Kordos 1984), Herman-fülkéje (Bertalan 1976), Herman-kőfülke (Kadić 1931), Herman-kőfülkéje (Kadić 1930), Hermann Ottó-barlang (Schőnviszky 1937), Hermann Ottó barlang (Polgárdy 1941), Hermann Ottó kőfülke (Korek, Patay 1958), Herman Ottó barlang (Vértes 1965), Herman Ottó-kőfülke (Schőnviszky 1937), Herman Ottó kőfülke (Vértes 1965), Puskaporos barlang (Korek, Patay 1958), Puskaporosi barlang (Kadić 1907), Puskaporosi Herman Ottó-barlang, Puskaporosi-kőfülke (Bertalan 1976) és Puskaporosi kõfülke (Kordos 1984) neveken is. 1915-ig leginkább Puskaporosi barlang néven volt ismert, azonban Herman Ottó 1914-ben bekövetkezett halála után (1915-ben), Kadić Ottokár javaslatára, a tudós iránti tiszteletadás jeléül átkeresztelték jelenleg is használt nevére, Herman Ottó-barlangra.

## Kutatástörténet

### 1917–1956
1917-ben, a Felső Bejáratból eltávolították a teljes üledéksort, és közben 17 réteget azonosítottak. Az alsó 6 réteg pleisztocén, a felső 11 réteg pedig holocén kori állatok maradványait tartalmazta. Az alulról számított 2., 3. és 5. rétegből összesen 700 db, őskőkorszaki pattintott kőszilánkot és kőpengét, magkövet, valamint kész kőeszközöket, fúrót, vésőt, kaparót és vakarót gyűjtöttek be. A holocén korú üledékek újkőkorszaki, bronzkori és vaskori kerámiákat, csontokat és kőanyagot szolgáltattak.
Az 1931-ben napvilágot látott, Természetvédelem és a természeti emlékek című könyvből megtudható, hogy a Herman Ottó-barlangnak (puskaporosi barlang) Hámor település szélén, a puskaporosi Szinva-szoros (azért puskaporos a szoros neve, mert régen ott tartották a közelében állott vashámor puskaporát) alsó bejáratának D-i falában van a nagy bejárata, mely bokrok mögött rejtőzik. Ezt a kőfülkét Kadić Ottokár elnevezte puskaporosi kőfülkének. Emellett a kőfülke mellett, de lejjebb van egy szintén nagy bejáratú kőfülke, melynek hátsó része kapcsolódik egy nagyobb barlanghoz. A kőfülkétől pár lépésre, a pataktól nem sokkal magasabban is van egy nyílás, mely az említett barlang alsó, közvetlen bejárata. Az utóbb említett bejárat 3 m magas, 4 m széles, ferde négyszög alakú és 12 m hosszú bejárati résszel vezet a barlang csarnokába. A már említett, fülkeszerű öblösödéssel kezdődik az előbb említett, felső bejárat, és egy 6 m magas, 12 m hosszú bejáraton keresztül szintén a barlang csarnokához kapcsolódik.

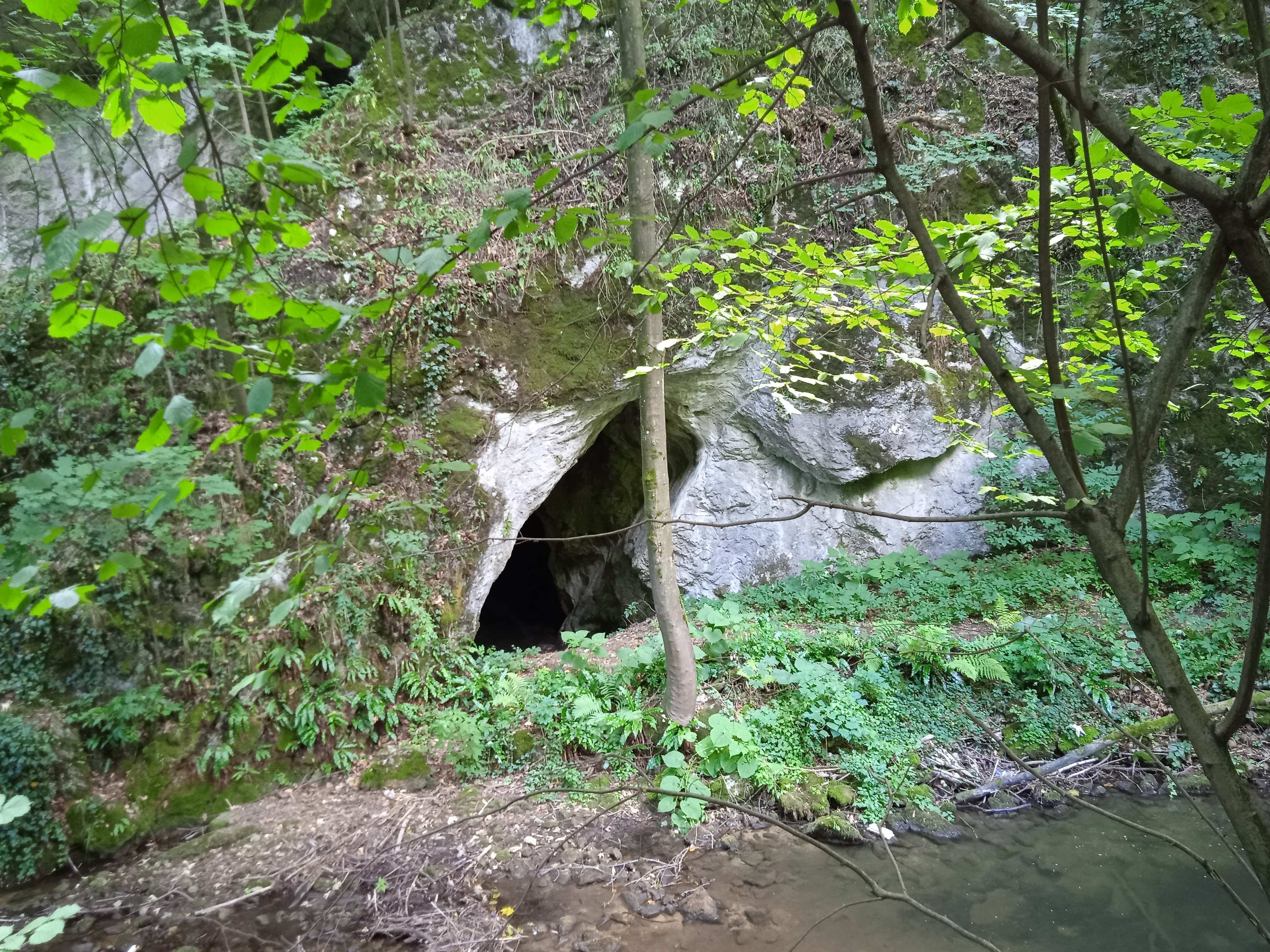
A Herman Ottó-barlang bejárata

A barlang csarnoka egy 6 m átlagszélességű, 20 m hosszú és 10 m magas üreg, melynek falai lejtenek, járattalpa pedig alig észrevehetően lejt kifelé, de azt leszámítva vízszintes. A csarnok csatlakozik egy hátrafelé keskenyedő és alacsonyodó, 38 m hosszú, 5 m magas folyosóhoz, melynek felfelé hajlik sziklás talpa (az elején és a végén), egyébként vízszintes. A két nyílás miatt eléggé világos a csarnok. A folyosó eleje is világos, de hátsó része sötét. A barlang kutatója, Kadić Ottokár eleinte puskaporosi barlangnak nevezte a barlangot. Majd később, a barlangkutató szakosztály határozatának is megfelelően, Herman Ottó-barlangnak nevezte el. 2,5 m vastag lerakódás van a barlang előcsarnokában. A lerakódás tízféle rétegre tagolható. (1.) Laza mésztörmelék (a barlang sziklás fenekén van). (2.) Sárga mésztörmelékes agyag. (3.) Sárga mészkőbreccsa. (4.) Sárga finom homok. (5.) Sárga agyag. (6.) Barna mésztörmelék. (7.) Sötétszürke agyag. (8.) Világosszürke agyag. (9.) Fekete kultúrréteg. (10.) Szürke kultúrréteg. (11.) Sötétszürke agyag (nagyobb mésztörmelékkel). (12.) Világosszürke finom homok. (13.) Világosszürke agyag. (14.) Világosszürke finom homok. (15.) Világosszürke agyag. (16.) Sötétszürke homokos agyag. (17.) Denevérguanó.
Meg lett állapítva, hogy a barlangot – a homokos agyag (2. réteg) és a sárga agyag (5. réteg) keletkezésének idején – a pleisztocén ősember lakta. Ezt támasztja alá a megmaradt pleisztocén tűzhely is. Mindebből az következik, hogy a barlang száraz volt abban az időben. A Szinva medrének magassága ugyanis többször változott ezen a részen. Ez könnyen megmagyarázható már azért is, mert a szoros is barlang volt egykor, de beomlott, és a Szinva medrét, egy időre feltöltötte annak anyaga. Ennek következtében a barlangba is befolyt a felduzzadt patak vize. A Szinva-szorosban, egyébként a vízáradások hordaléka is alkothatott olyan gátszerű torlaszt, mely a barlang szintje fölé emelte a vizet. Az ilyen jelenségek ismétlődése okozta a barlangban lerakódott 17 réteg nagy változatosságát. A 17 réteg közül azonban (az ásatás eredménye szerint) csak a sárga mésztörmelékes agyag (2. réteg), a sárga agyag (5. réteg), a fekete (9. réteg) és a szürke (10. réteg) kultúrréteg, illetve a sötétszürke homokos agyag (16. réteg) tartalmaztak faunát és régészeti ipart.
A pleisztocén rétegből előkerült 700 db, főleg szürke kalcedonból készült paleolit kőszilánk. Ebből 33 db nyers anyag, 565 db megmunkálatlan szilánk, 102 db pedig meg van munkálva. A megmunkált darabok között 73 db megmunkált szilánk és 29 db, céltudatosan kidolgozott kőszerszám van. Tipológiailag azonban egyik sem olyan jellegzetes darab, hogy pontosan meg lehetne állapítani ennek a kőiparnak a helyzetét a paleolit kultúrában. A pengeszerűen megmunkált kőeszközök között figyelemre méltó 3 nagy, vastag, hajlott penge. A szabálytalanul megmunkált kőeszközök közül leginkább 3 széles, jelentősen szilánkolt vakaróeszköz és a fúróeszközök érdemelnek említést. A talált tárgyak közül érdekes két, gyökerén átfúrt szarvasszemfog, amelyet minden bizonnyal fülbevalónak használt az ősember. Kadić Ottokár megállapította, hogy a Herman Ottó-barlangban talált kőtárgyak összeegyeztethetők a Szeleta-barlang mélyebben lévő rétegeiből előkerült, kora solutréi kultúrával, de a Herman Ottó-barlangból hiányoznak a Szeleta-barlang szabálytalan és szabályos, durvább technikájú babérlevélhegyei.

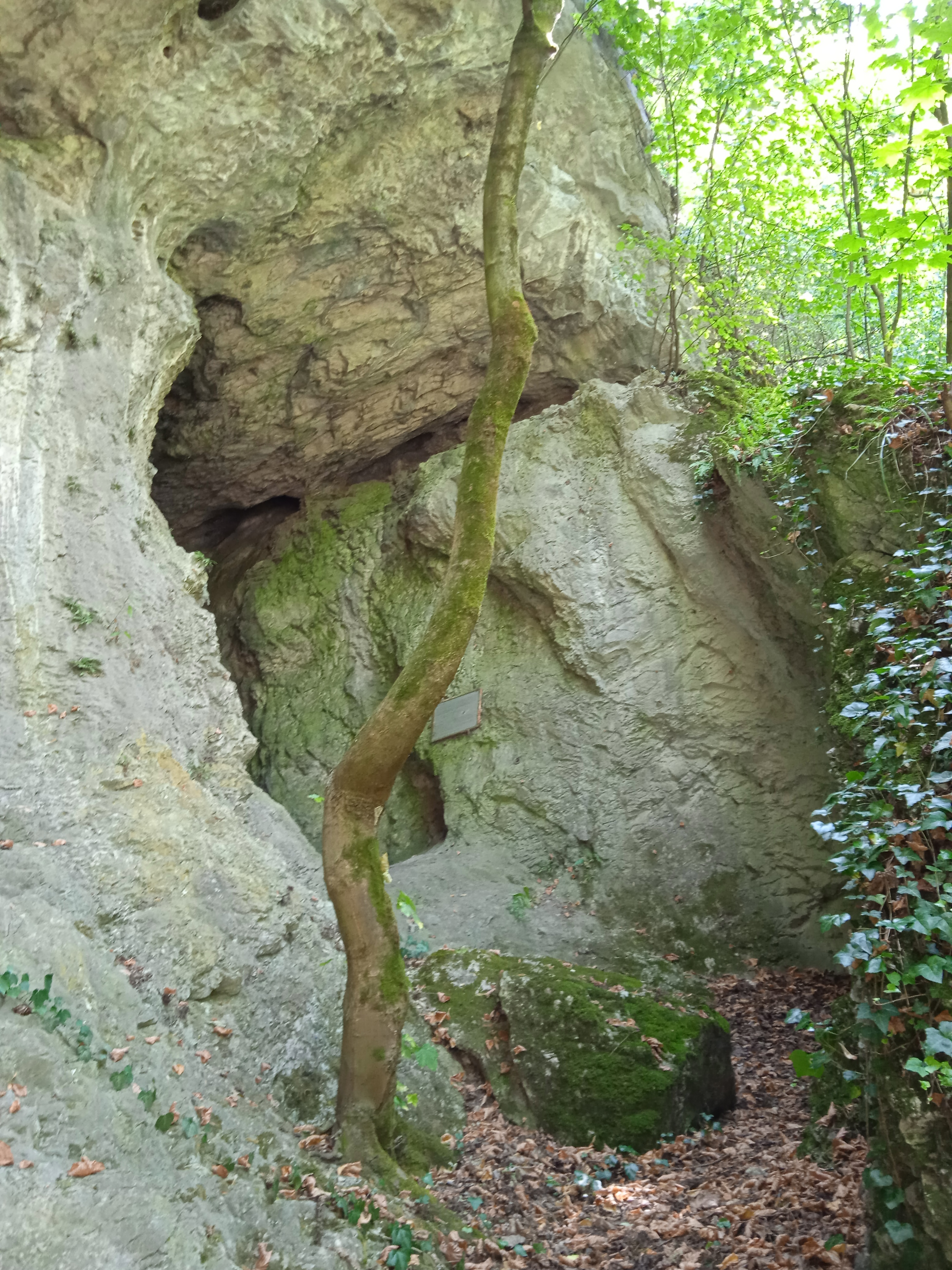
A Herman Ottó-kőfülke előtere 2022-ben

Bella Lajos vizsgálta meg a Herman Ottó-barlang holocén rétegeiből előkerült tárgyakat. Megállapította, hogy a holocén rétegekben talált legtöbb lelet az újkőkorszakból származik. Obszidiánból származó kőszilánkból sok van. Van köztük egy kisebb nucleus és egy szépen kidolgozott, kikanyarított alapú nyílhegy. Néhány kapa és balta is található köztük, de nem került elő átfúrt kőszerszám. A talált neolit edényanyag (megállapítása szerint) teljesen azonos a Bükk hegység többi barlangjában talált, ugyanilyen korú anyaggal, de teljesen megegyezik a Baradla-barlang anyagával is. Bella Lajos szerint olyan ízléses, változatos és finom kivitelű ez a keramikai munka, amilyen Magyarországon máshol nem fordul elő. Szerinte a Bodrog és a Sajó által határolt az a terület, melynek lakossága az agyagművesség nagy mestere volt. Ez a terület a neolit korban külön tartomány volt. A Bükk hegység neolit stílusának méltó vetélytársa a Krétán talált Kamares-stílus. Bella Lajos szerint azonban nem Krétáról származik ez a stílus, hanem a Bükk hegység neolit lakosságának ősi, eredeti művészete ez.
Főjellegét a kihagyásos módszerben találja Bella Lajos. Ez szerinte abból áll, hogy az edény felületén vont finom vonáscsoportokkal kimaradnak üres helyek, melyek elegáns
alakot képeznek. A kiöntővel ellátott edénytöredékek is egyeznek a Baradla-barlangban előkerültekkel, melyeket bütykös edényeknek nevez Nyáry Jenő. Ugyanolyanok a lyuksoros edények is, ahol ezeket a lyuksorokat minden bizonnyal csak díszítésként alkalmazták. Az edények egy részét fehérre festették. Meglehetősen sok, bronzkorból származó edényanyag-törmelékre is rábukkantak. Bella Lajos ebbe a korba helyezi a Herman Ottó-barlangban talált nagy csontgombot is, mert formája teljesen megegyezik a domború felületű nagy bronzgombokkal, bár ilyet Magyarországon még nem találtak. A vaskor egyik időszaka sincs eléggé képviselve az előkerült tárgyak között. Egy töredék azonban egyedülálló, mert ez a darab az emberi arc egyik részét ábrázolja. Ez a töredék a Magyarországon először előkerült, őskori plasztikus edénytöredék. Megemlítendő még egy pástából származó hallstatti gyöngy, az ún. tigrisszemű dísszel.
Éhik Gyula vizsgálta és dolgozta fel a barlang faunáját. Az alluvium: (1.) A sötétszürke homokos agyagban: Equus caballus L., Sus scrofa L., Cervus elaphus L., Ovis v. Capra (sp.?), Bos taurus. (2.) A szürke kultúrrétegben: Felis silvestris L., Equus caballus L., Sus scrofa L. (3.) A fekete kultúrrétegben: Homo sapiens L., Canis lupus L., Canis familiaris L., Alopex vulpes L., Lepus sp., Equus caballus L., Sus scrofa L., Cervus elaphus L., Rangifer tarandus, Ovis v. Capra sp. (?), Bos taurus L., Bos primigenius Bojanus. Feltűnő a tarándszarvas (Rangifer tarandus) jelenléte a főbarlang alluviális rétegeiből előkerült állatok között. Mivel azonban breccsás mésztufát talált a csontokra tapadva, ezért úgy gondolja, hogy ezek a csontok véletlenül kerültek ebbe a rétegbe. Szintén érdekes az alluviumban jelenlévő Bos primigenius, melyről köztudott, hogy Magyarország faunájából csak a történeti időkben tűnt el.
A diluvium: (1.) Sárga mészkőbreccsa: Alopex vulpes L., Alces machlis Ogilby. (2.) Mészkőtörmelékes agyag: Ursus spelaeus Blumb., Canis lupus L., Hyaena crocuta spelaea Gldf., Castor fiber L., Cervus elaphus L., Alces machlis Ogilby, Megaloceros giganteus L., Capella rupicapra L., Ibex (sp.?), Bos (sp.?). A főbarlang diluviumában talált állatok közül megemlítendő a jávorszarvas (Alces machlis Ogilby) és a hód (Castor fiber), melyeknek Magyarországon ritkák pleisztocén maradványai. Feltűnő a zerge akkori gyakorisága a Bükk hegységben lévő barlangokban, és említésre méltó egy kőszáli kecskefaj jelenléte. (Eddig a Puskaporos-barlangból, a Szeleta-barlangból, a Balla-barlangból, az Istállós-kői-barlangból és a Pes-kő-barlangból került elő.) Mivel a főbarlang diluviális faunájában sok barlangi medve van, és kérődzők is gyakran fordulnak elő, ezért akkoriban, amikor ezek az állatok éltek, valószínűleg hűvösebb idő volt. Ez az idő a jégárak visszavonulásával, tehát a jégkorszak végével, esetleg a posztglaciális kor elejével jöhetett el.

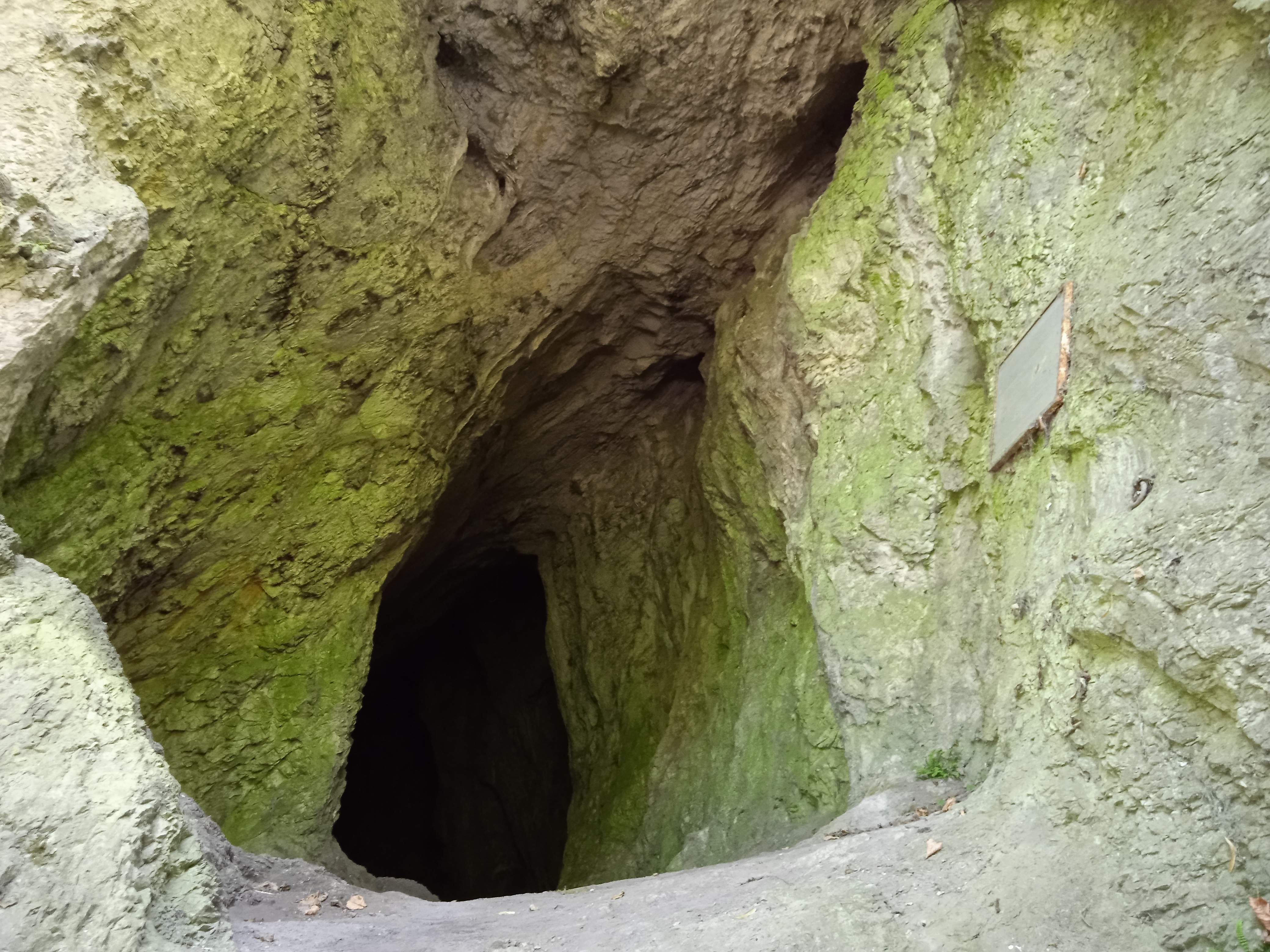
A Herman Ottó-kőfülke bejárata 2022-ben

Az előkerült anyag alapján meg lett állapítva, hogy a barlang felső bejáratának faunája kissé fiatalabb, mint a főbarlangnak és az alsó bejáratnak a faunája. A barlang felső bejáratának faunája: Alluvium: Ursus arctos L., Canis familiaris L., Sus scrofa L., Cervus elaphus L., Ovis aries L., Bos taurus. Diluvium: Sorex araneus L., Talpa europaea L., Ursus spelaeus Blumb., Mustela erminea L., Mustela nivalis L., Canis lupus, Canis vulpes L., Heliomys cricetus L., Evotomys glareolus Schreb., Microtus arvalis Pall., Microtus agrestis L., Microtus ratticeps Keys. et Blas., Microtus gregalis Pall., Microtus nivalis Martins, Arvicola terrestris L., Sicista (montana Méh.?), Ochotona pusilla Pall., Lepus (sp.?), Rangifer tarandus L., Capella rupicapra L., Ovis (sp.?). Sárga mészkőtörmelékes agyagból, késői solutréen tárgyakkal együtt került elő az összes talált maradvány. Az ebből a részből előkerült, sok apró állat maradványa miatt arra lehet következtetni, hogy akkoriban, szárazabb körülmények voltak a területen, és olyan szubarktikus faunát jelez, mely jelenleg a szárazabb szubarktikus pusztákon él.
Az eddigi kutatások röviden vázolt fentebbi eredményei is már eléggé bizonyítják, hogy a Herman Ottó-barlang is nagyon értékes, és nagyon érdekes természeti emlékeink közé tartozik. Ilyen a szomszédja, a Puskaporosi-kőfülke is. A Balla-barlangban talált gyermekcsontok diluviális korát, a zavartalan helyzet mellett, (a sárga agyagrétegen és az azt kísérő faunán kívül) még az a körülmény is bizonyítja, hogy a puskaporosi Herman Ottó-barlangban, hasonló rétegzettség mellett, a rágcsáló fauna diluviális (solutréen típusú) kőszerszámokkal együtt fordul elő.
A Turisták Lapja 1931. évi évfolyamában lévő, A lillafüredi barlangok idegenforgalmi jelentőségéről című tanulmányban meg van említve, hogy főleg tudományos szempontból váltak híressé a Bükk hegység barlangjai. Vannak azonban a Bükk hegységnek olyan barlangjai is, amelyek idegenforgalmi és közgazdasági szempontból is fontosak. Ezek: a Szeleta-barlang, a Herman-barlang, a Kecske-lyuk, a Büdös-pest, az Anna-barlang és a Szent István-barlang. A cikkben van egy olyan, fekete-fehér fénykép, amelyen a Herman-kőfülke (Lillafüred) figyelhető meg. A fényképet Schőnviszky László készítette. Az 1932-ben kiadott, Az Aggteleki cseppkőbarlang és környéke című könyvben, a Bükk hegység barlangjairól szóló részben szó van arról, hogy a puskaporosi Szinva-szoros alsó bejáratában helyezkedik el a Herman Ottó-barlang. Bükki kultúrájú leletekben és posztglaciális állatmaradványokban gazdag lelőhely. Sok, őskőkorszaki kőeszköz is előkerült belőle. Az ismertetés 7 publikáció alapján lett írva. Az 1932-ben napvilágot látott, Természetvédelem és a természeti emlékek című könyvben meg vannak ismételve a könyv 1931. évi kiadásának Herman Ottó-barlangot tárgyaló részei.

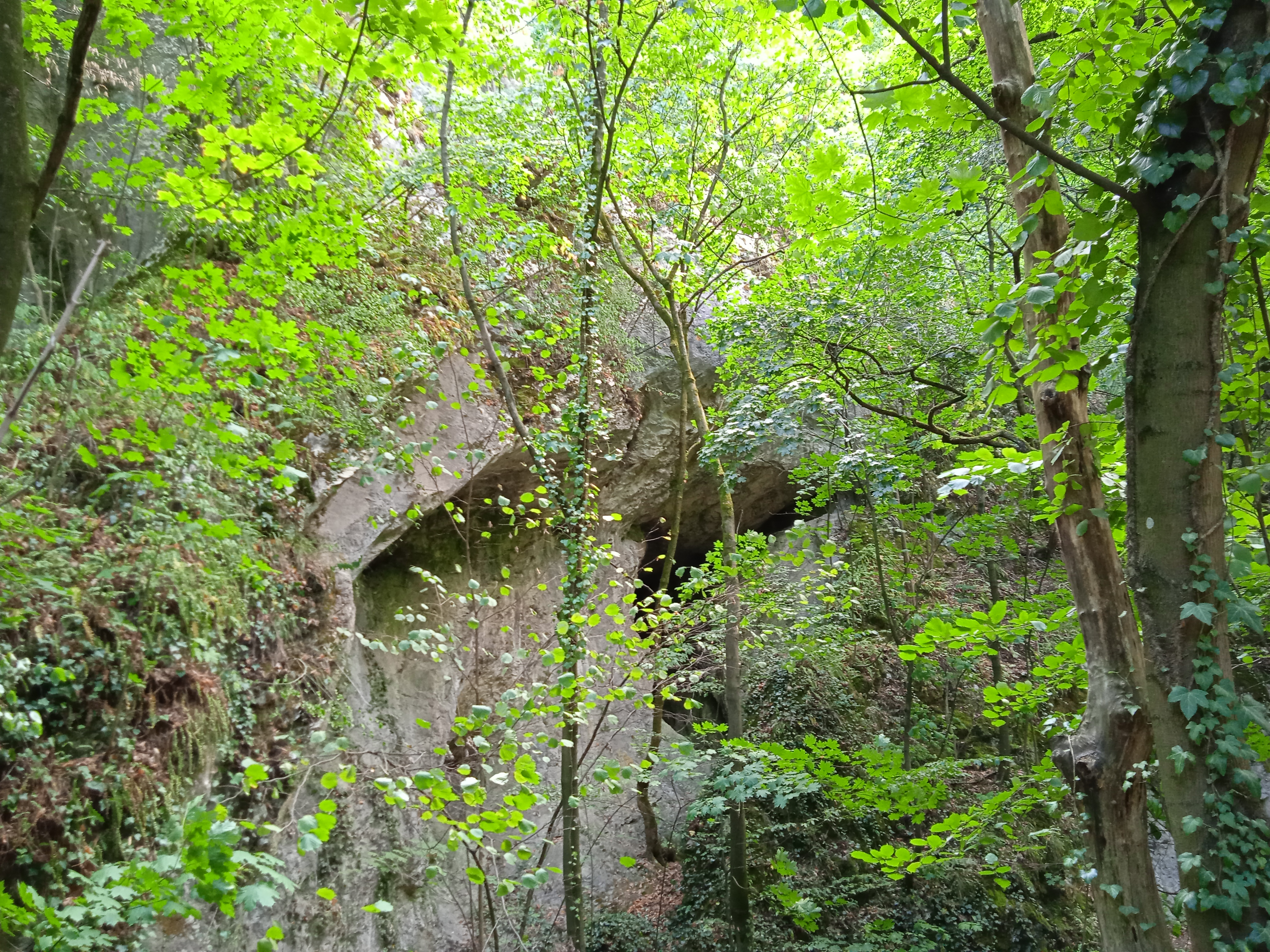
A Herman Ottó-kőfülke bejárata 2022-ben

A Turisták Lapja 1937. évi évfolyamában megjelent, Schőnviszky László által írt publikációban az van írva, hogy Hámor határában, a Szinva puskaporosi szorosának jobb partján, közvetlenül a patak felett helyezkedik el a Hermann Ottó-barlang. Egy 4 m-es fülkével végződik a 20 m hosszú, csarnokszerű üreg. Kadić Ottokár végzett ásatást a barlangban, melynek során, gazdag pleisztocén és holocén fauna mellett, sok, 700 db paleolit kőszilánk került elő a barlangból. Jégveremnek akarták használni régen, de a szivárgó vizek fagypont feletti hőmérséklete miatt nem sikerült a kísérlet. A Herman Ottó-kőfülke tulajdonképpen a Herman Ottó-barlang másik bejárata, de attól, posztglaciális szubarktikus faunája miatt, nagyon különbözik. A Herman Ottó-kőfülke ásatása során előkerült, két kis dekadens babérlevélhegy mellett, sok prehisztorikus cserépedény-maradvány is.
Az 1939. évi Barlangvilágban megjelent, Kadić Ottokár által írt dolgozat szerint a Bükk hegységben található Szeleta-barlangban, Balla-barlangban, Herman Ottó-barlangban, Kecske-lyukban, Három-kúti-barlangban, Istállós-kői-barlangban, Büdös-pestben és Puskaporosi-kőfülkében végzett rendszeres ásatások annyi őslénytani és ősrégészeti anyagot szolgáltattak, hogy abból megtelne egy múzeumi terem. Az 1941-ben publikált Magyar turista lexikonban külön szócikke van a barlangnak. A kiadványban az olvasható, hogy a kétbejáratú Hermann Ottó barlang a Bükk hegységben, a Szinva-szorosban helyezkedik el. A 70 m hosszú barlang kitöltésének diluviális részéből értékes fauna és a solutréi ősember kőszerszámai láttak napvilágot. Az 1956. évi Természetjárásban napvilágot látott az az információ, hogy Schőnviszky László szerint régen le volt zárva a Herman Ottó-barlang, mert jégveremnek akarták használni.

### 1965
A Vértes László által írt, 1965-ben kiadott könyvben szó van arról, hogy a Bársony-ház (Miskolc) építése közben talált szakócák közül az egyik a trianguláris szakóca. Ennek hasonmása a Herman Ottó barlangból, felső paleolit jellegű eszközök és würm fauna kíséretében került elő. A Herman Ottó kőfülke a Herman Ottó barlang felső, fülkeszerű kijárata, amelynek a Puskaporosi-kőfülkétől néhány méterre, azzal majdnem azonos magasságban van a bejárata. Kadić Ottokár 1915–1917-ben tárta fel a Herman Ottó-kőfülkét. Ő azért kezelte külön lelőhelyként, mert az alatta található Herman Ottó-barlang több száz tárgya között nincs levélhegy, de a kőfülkében talált két dekadens példányt. Leírása szerint a kitöltés mészkőtörmelékes, sárga agyag, amelyben a Puskaporosi-kőfülkééhez hasonló rágcsálófauna volt. Ebből gyűjtötte az eszközöket, amelyeket késői solutréieneknek határozott meg. Vértes Lászlóék, kitöltésminta-gyűjtés közben, a kőfülkében, a sárga réteg maradványai alatt találtak sötétbarna, barlangi medvés rétegmaradványokat. Mivel heterogénnek látszik a sárga rétegből leírt fauna is, ezért valószínűleg az ásatások során keveredett a két réteg, és az alsóhoz tartoznak az eszközök. A kérdést el lehet dönteni, mert van még fel nem tárt kitöltése a kőfülkének.
A korai aurignaci (problematikus) leleteket szolgáltató Herman Ottó-barlangot a jelenlegi Magyarországon lévő, aurignaci kultúrájú lelőhelyek közé sorolta Mottl Mária (1942-ben). Vértes László szerint csak nagyon kérdésesen helyezhető aurignaci kultúrába a Herman Ottó-barlang. A barlang a szeletai területen, a Bükk hegység ÉK-i részén, a Puskaporosi-szorosban, a Szinva patak jelenlegi szintjétől alig 1 m-rel magasabban helyezkedik el (34. fényképtábla, 2. fénykép). Kadić Ottokár, amikor 1915-ben elkezdte ásatni a barlangot, akkor meglepődve tapasztalta, hogy a barlangban, alacsony fekvése ellenére, gazdag jégkori fauna és paleolit leletanyag van. Az ásatások során eltávolította teljesen a kb. 60 m hosszú üreg gazdag rétegsorát. Kőzettani vizsgálatok számára sem maradt begyűjthető mennyiségű anyag. A rétegsor 2,5 m átlagvastagságú volt, és 16 rétegre tagolódott. (A könyvben lévő 34. ábrán látható a Herman Ottó-barlang rétegsora. A rajzot Kadić Ottokár készítette.) Ebből az alsó hat réteg biztosan jégkori. Bennük, Kadić Ottokár talált óriásgímes, barlangi medvés faunát, valamint kb. 700 kovát.

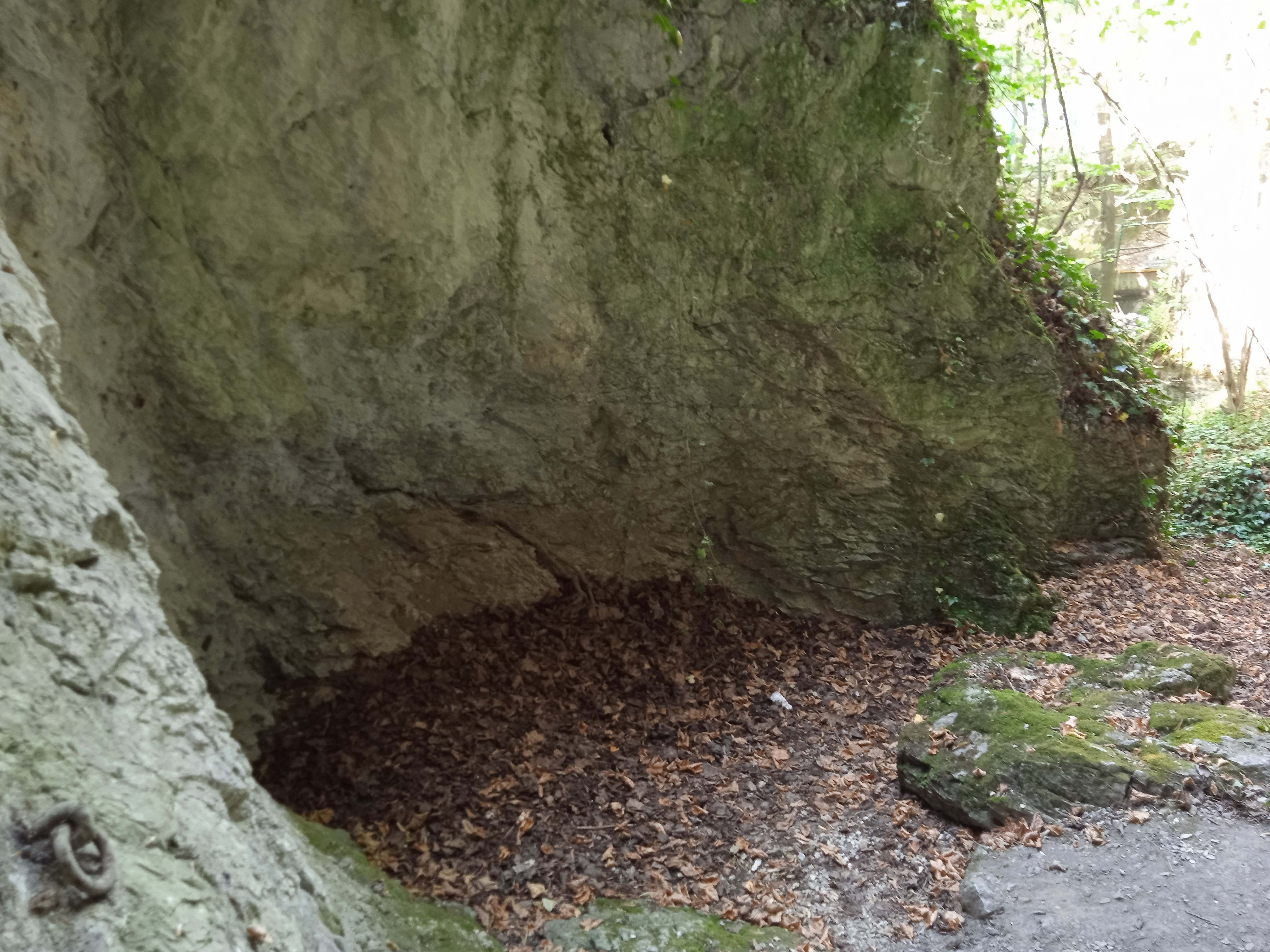
A Herman Ottó-kőfülke előtere 2022-ben

A barlang anyagából 230 eszköz és 270 megmunkált kovahulladék van jelenleg gyűjteményünkben. A leletanyag (a Kadić Ottokár által írt leírás szerint) az alulról második, sárga, mészkőtörmelékes agyagból, a harmadik, sárga mészkőbreccsából, illetve az ötödik, sárga agyagból származik. Leltározásakor azonban nem tartották rétegek szerint elkülönítve a leletanyagot. Elképzelhető, hogy ez is az oka annak, hogy a Herman Ottó-barlang gazdag leletanyagát nem lehet meghatározni napjainkban sem megnyugtatóan. Kadić Ottokár kora solutréinek határozta meg először, pedig egyetlen levélhegy sincs az eszközök között. Hillebrand Jenő egyetértett Kadić Ottokár véleményével. Kadić Ottokár, későbbi összefoglalásában (a két átfúrt szarvas-szemfog alapján) átsorolta a leleteket az aurignaci kultúrába. Mottl Mária korai aurignacinak tekintette egy nagy, szakócaszerű gigantolit, valamint kezdetleges eszközanyaga miatt.
Vértes Lászlóék korábban (tipológiai meggondolásból), a kezdetleges pengék, a mousteroid formák és az ezekkel együtt megjelenő törpe pengék alapján, a chatelperroni kultúrával vetették össze, és vele analóg értékű, tehát ugyancsak a helyi moustiériből létrejött, lokális, s. l. périgordi iparnak tekintették. Nemrég elvégezték a leletanyag technológiai-statisztikai feldolgozását. A könyvben lett először publikálva a feldolgozás eredménye. Legfeltűnőbb jelenség, hogy az üveges kvarcporfir, amelyet nagyobb százalékarányban csak a Bükk hegységi szeletai és a Büdös-pestből előkerült, átmeneti moustiério-szeletai leletben lehet megtalálni, a Herman Ottó-barlang eszközei között 53,9 %-ban, megmunkálatlan szilánkjai között pedig 78,9 %-ban van jelen (átlaga a teljes leletanyagban: 67,4 %).
Illeszkedési vizsgálatok alapján megállapítható, hogy a durva pengék szignifikánsan kvarcporfirból készültek, a kaparókat és vakarókat pedig szabályszerűen más kovafélékből készítették. A méretarány vizsgálat is azt mutatta, hogy a kvarcporfirból készült eszközök adatai különböznek az egyéb kovafélékből készült eszközökétől. Az obszidián aránya az eszközöknél 3,9 %, a szilánkok között pedig 6,6 %. Magasabb tehát a Bükk hegységben lévő, átlagos szeleta-kultúrájú és aurignaci kultúrájú lelőhelyek obszidiánarányánál. Nincs bifaciális kidolgozású eszköz. A szeleta-kaparókat és a kaparókat (8,2 % – 8,2 %) tipológiai szempontból összehasonlítva a feltűnően sok, különböző módon kidolgozott pengével (47,7 %), kifejezetten heterogénnek látszik a Herman Ottó-barlang ipara. A háromszög keresztmetszetű durva és szeletai módra csonkított pengék, a jellegzetes szeleta-kaparók, illetve a kvarcporfir magas arányszáma miatt, Vértes Lászlóék statisztikusan főleg a szeleta-kultúra két szintjével vetették össze, annak ellenére, hogy hiányzik anyagából a levélkaparó és a levélhegy.

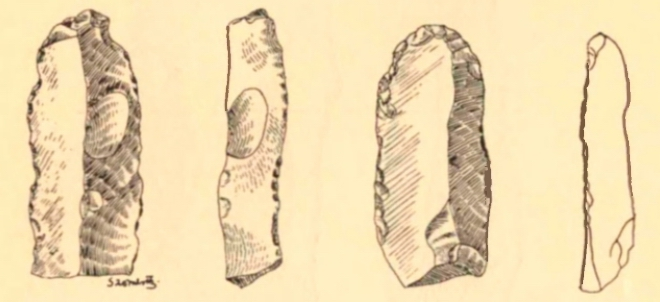
Kis pengetöredékek (gyengén szilánkolt szélekkel), Herman Ottó-barlang. (Rajz: Szombathy Kálmán)

A főbb eszköztípusok összevetése után (most nem lett figyelembe véve a szeleta-kultúránál sem a levélhegyanyag) kijelenthető, hogy a fejlett szeletaihoz hasonló a Herman Ottó-barlang anyaga; sőt, ennek eszközeivel összehasonlítva khinégyzet-táblázaton, határozottan szignifikáns eltérést sem mutat. Azonban ismét ki kell emelni azt, hogy csak tájékoztató jellegű ez a vizsgálat, mert nem lehet figyelmen kívül hagyni a levélhegyek meglétét, illetve hiányát. Mindkét szeletai szinttől szignifikánsan különbözik a reálisabb összehasonlítási lehetőségeket nyújtó retusszög-megosztás szempontjából. Méretarányaiban (t-teszttel vizsgálva) egyezik a fejlett szeletaival, a koraitól pedig eltér, illetve a szignifikáns különbözőség határán áll. Hosszméretének t-tesztje alapján megállapítható, hogy megegyezik mindkét kultúrával (49. fényképtábla: 1., 3–10. fénykép). Vértes Lászlóék nem végezték el a Bükk hegységben előforduló aurignaci kultúrával összehasonlító vizsgálatokat, mert ennek leletanyagától teljesen különböznek a Herman Ottó-barlang eszközei.
A vizsgálatokat összegezve megállapítható: tipológiai szempontok szerint, nagyon valószínű, hogy a leletanyagban keveredett egy korai, archaikus, leginkább üveges kvarcporfirból készült eszközkészlet egy fiatalabb, pengés, törpe pengés, más kovafélékből készült iparral. A két átfúrt szarvas-szemfog is az utóbbihoz tartozik. A felső, fiatalabb ipar (ha az idősebbtől külön lehetne választani), minden bizonnyal egyezne a Görömbölytapolcai-kőfülke és a Diósgyőrtapolcai-barlang felső, megközelítőleg barlangi gravettiként meghatározható eszközalakjaival. Az alsó kultúra (óriásgím maradványai alapján) nem fiatalabb a W1/2-interstadiálisnál. A Bükk hegységben előforduló aurignacival nincs közös vonása, és a szeleta-kultúra kísérőeszközeivel sok szempontból megegyezik. Azonban az ki van zárva (a talált eszközök nagy száma miatt), hogy ne lenne közöttük levélkaparó vagy levélhegy, ha az ipar tényleg a szeleta-kultúrához tartozna, akár csak eszközműhelyként is.
Átlaghosszbeli és méretaránybeli megegyezése a szeletaival azt jelenti, hogy a kultúrában élnek moustiérien hagyományok; jellege nem a szó megszokott értelmében vett felső paleolit jelleg. A leletanyag valószínűleg a moustiérienből fejlődött a pengekultúrák irányába, melyre az eszközkészlet összképe és a két chatelperron-hegy alapján lehet következtetni. Párhuzamosan jött létre a szeleta-kultúrával. Ez ellen szól, hogy a szeleta-kultúrájú lelőhelyekhez közel fekszik. Nehezen elképzelhető, hogy a szeleta-kultúrájú ősemberekkel egyidőben, azok lakóhelyének és eszközkészítő műhelyének (Puskaporosi-kőfülke) közvetlen közelében volt egy olyan állandó tanyahely, amelyet egy tőlük idegen embercsoport használt. Az alsó, régészetileg gazdag réteg minden bizonnyal vagy idősebb a Szeleta-barlang rétegeinél, vagy fiatalabb azoknál. A Büdös-pest és a Szeleta-barlang legalsó rétegeinek kronológiai helyzetét ismerve, inkább az utóbbi lehetőségre lehet gondolni, bár ennek egy bizonyos fokig ellentmond az óriásgímes, barlangi medvés fauna.
A Herman Ottó-barlangból előkerült, moustiérien származéknak látszó, korai felső paleolit leletek problémáját megoldani csak egy hasonló anyagot nyújtó, korszerű módszerekkel feltárt új lelőhely tudná. Az Istállós-kői-barlang barlangi medve kultuszra utaló leleteiből (a koponyadepozíció és a háromlyukú síp) az következik, hogy más, rokonjellegű leletek, valamint megfigyelések is legyenek összekapcsolva az aurignaci kultúrával. A könyvben lévő 34. fényképtábla 2. fényképe szemlélteti a Herman Ottó-barlang bejáratát. A 49. fényképtáblán be van mutatva a Herman Ottó-barlangból előkerült néhány (9 db) eszköz (1., 3–10. eszköz). Az 1., 3., 6. és 9. eszköz: vakarószerűen kiképzett végű durva, szeleta-kultúra jellegű penge. A 4. és 7. eszköz: szeleta-kultúrájú kaparó. Az 5. eszköz: egyenesélű gerezdkaparó. A 8. eszköz: durva ormosvéső. A 10. eszköz: alul fúróvá kiképzett vaskos vakarópenge.

### 1970-től

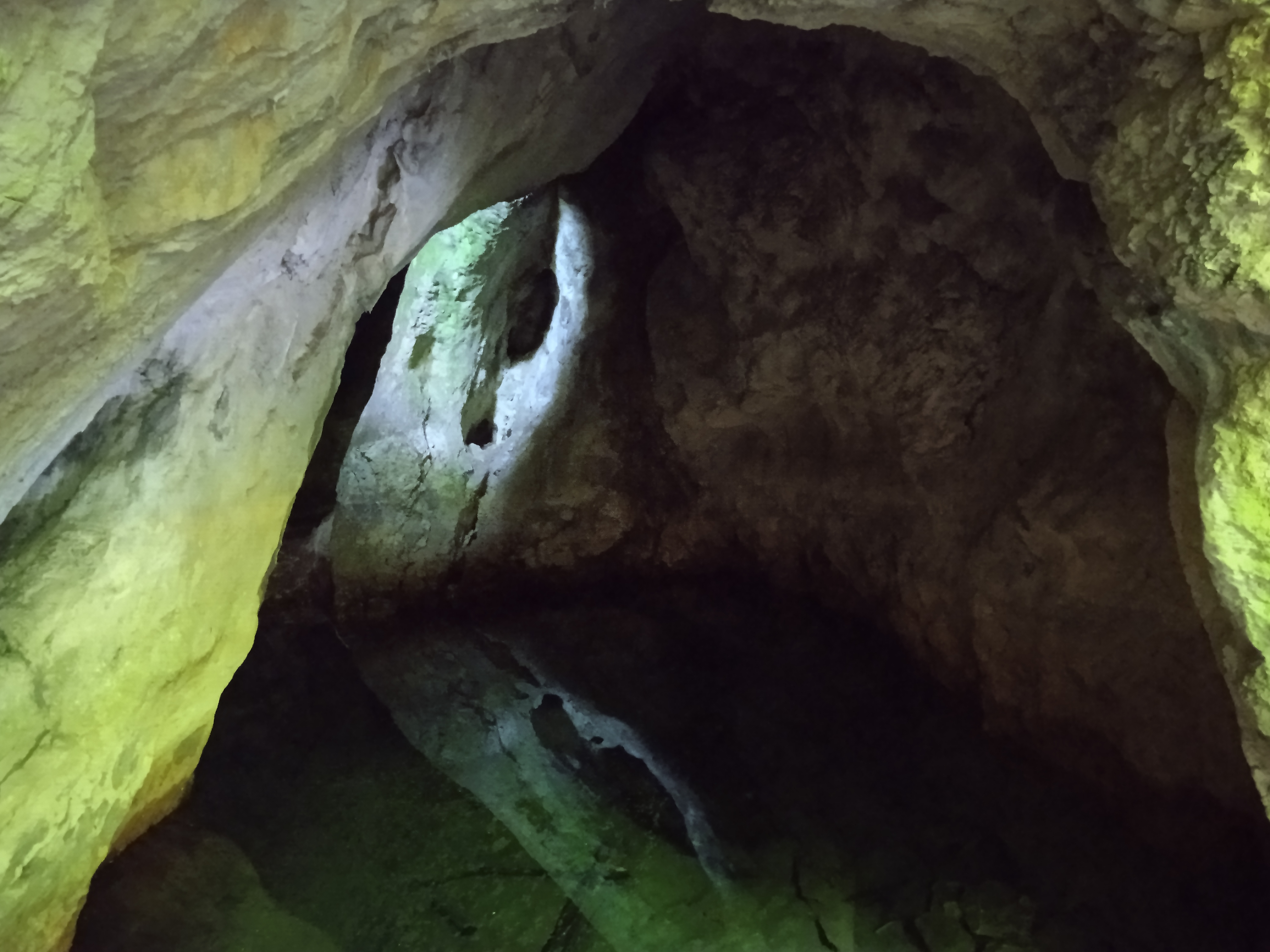
A Herman Ottó-barlang állóvizes része

Az 1970-ben megjelent, Bükk útikalauz című kiadványban az van írva, hogy a Kis-fennsíkon, a Puskaporosi-szoros D-i oldalán, közvetlenül a Szinva jobb partján két egymás mellett nyíló üreg található, a Herman Ottó-barlang és a vele összefüggő Herman Ottó-kőfülke, amelyek együttes hossza 70 m. Kadić Ottokár ásatása gazdag pleisztocén állatcsontmaradványokat, például barlangi medve és óriásgím maradványokat, valamint leginkább kvarcporfirból készült sok aurignaci kultúrájú kőeszközt hozott a felszínre a Herman Ottó-barlang 20 m hosszú csarnokszerű üregének kitöltéséből. A közvetlenül felette nyíló Herman Ottó-kőfülke a barlangi medve, a szibériai pocok és a havasi pocok, valamint a szeleta-kultúra eszközeinek lelőhelye.
1976-ban vált országos jelentőségű barlanggá a Herman Ottó-barlang és a Herman Ottó-kőfülke, amelyek Miskolcon, az 5300-as (Bükk) barlangkataszteri területen vannak. A Bertalan Károly által írt, 1976-ban befejezett kéziratban két külön barlangként van leírva a Herman Ottó-barlang és a Herman Ottó-kőfülke. A Herman Ottó-barlang másik neve Puskaporosi barlang. A Bükk hegységben, Miskolcon, a Szinva Puskaporos szurdokának jobb oldalában, a Herman Ottó-kőfülke alatt, 264 m tengerszint feletti magasságban van a barlang bejárata. A két bejáratú, 70 m hosszú, egységes üregnek van néhány mellékága. Pleisztocén kőeszközöket és csontmaradványokat találtak benne. Az alsó részt időnként elönti a Szinva. A kézirat Herman Ottó-barlangot ismertető része egy tanulmány alapján lett írva.
A Herman Ottó-kőfülke másik nevei a Herman-fülkéje és a Puskaporosi-kőfülke. A Bükk hegységben, Miskolcon, a Szinva Puskaporos szurdokának jobb oldalában, a Herman Ottó-barlangnál sokkal magasabban van bejárata, amely a Herman Ottó-barlang felső kijárata. Ásatás volt a 12 m hosszú barlangban. A kézirat Herman Ottó-kőfülkét ismertető része egy tanulmány alapján lett írva. A Bertalan Károly és Schőnviszky László által összeállított, 1976-ban megjelent Magyar barlangtani bibliográfia barlangnévmutatójában meg van említve a Bükk hegységben lévő két barlang. A Herman Ottó-barlang másik neve Puskaporosi-barlang. A barlangnévmutatóban fel van sorolva 41 irodalmi mű, amelyek foglalkoznak a Herman Ottó-barlanggal. A Herman Ottó-kőfülke másik neve Puskaporosi-kőfülke. A barlangnévmutatóban fel van sorolva 27 irodalmi mű, amelyek foglalkoznak a Herman Ottó-kőfülkével.

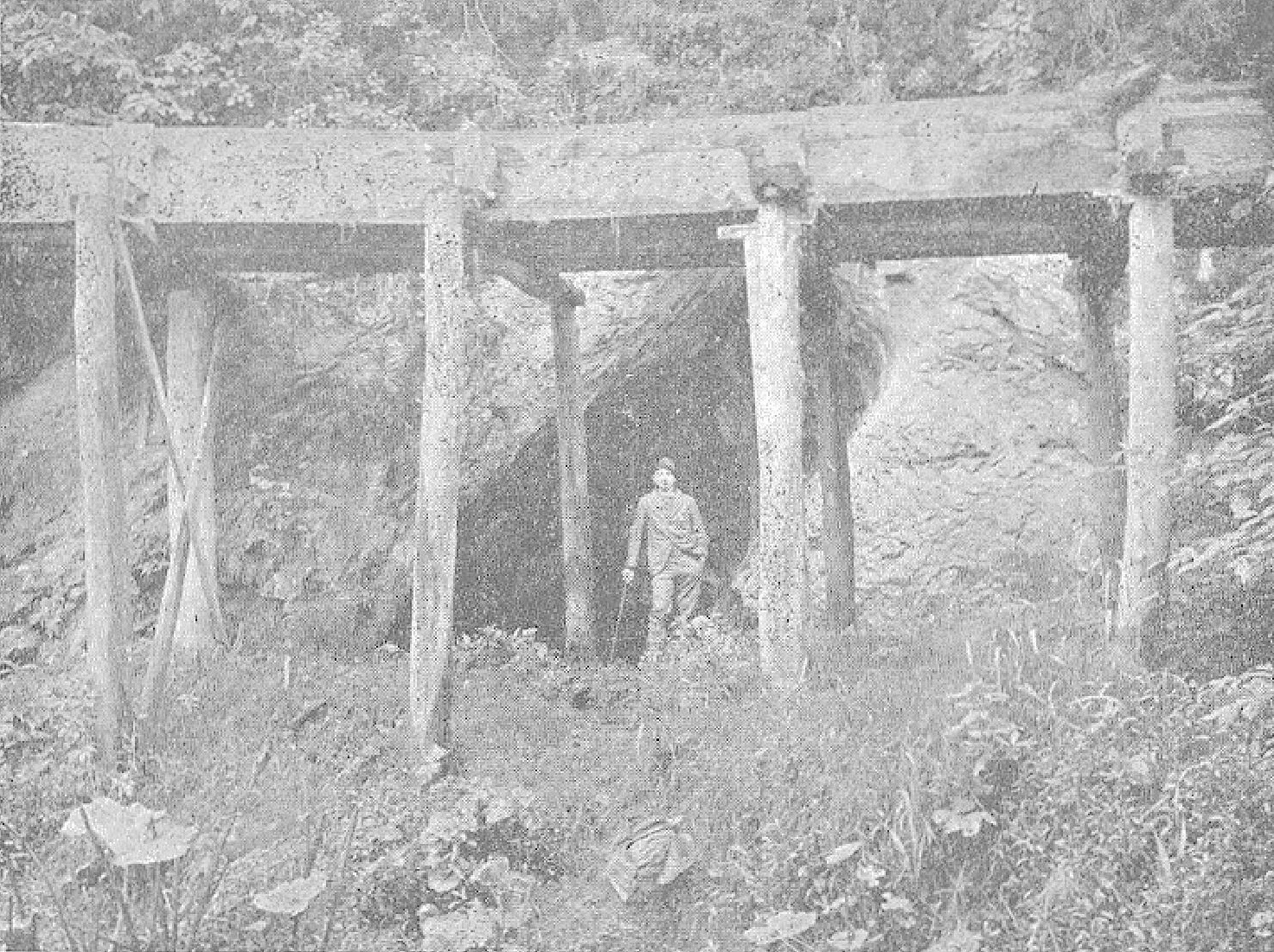
A Herman Ottó-barlang bejárata (1916-ban publikált, Bekey Imre Gábor által készített fénykép)

Az 1977. évi Karszt és Barlangban lévő, Gábori Miklós által írt összefoglalásban közölve lett, hogy a Vértes László által végzett új rétegtisztázó ásatásoknak leginkább a magyarországi barlangi üledékek vizsgálata volt a céljuk (Lais-módszer), és az egyes rétegek időrendi besorolását nagyon segítette pl. a Herman Ottó-barlang rétegsorának vizsgálata. A tanulmányban van egy Magyarország térkép, amelyen a Magyarországon lévő, régészetileg kutatott barlangok földrajzi elhelyezkedése figyelhető meg. A térképen látható a Bükk hegység lelőhelyei közé sorolt Herman Ottó-barlang földrajzi elhelyezkedése. A folyóirat 1977. évi különszámába bekerült az összefoglalás angol nyelvű változata. Ebben a tanulmányban is közölve lett a térkép, amelyen Herman Cave a barlang neve.
Az 1979-ben napvilágot látott, Barlangok a Bükkben című könyvben szó van arról, hogy Hámoron, a Puskaporosi-szorosban vannak ősrégészetileg fontos barlangok. A patak szintjén található a 30 m-es teremből álló Herman Ottó-barlang, amelynek ablaka a Herman Ottó-kőfülke. A barlang könnyű bejárását akadályozza a törmeléken átszivárgó víz. A könyvhöz mellékelt, a Bükk hegység barlangokban leggazdagabb területét bemutató térképen látható a 88-as számmal jelölt barlang földrajzi elhelyezkedése.
Az 1984-ben napvilágot látott, Magyarország barlangjai című kiadványban van egy Magyarország térkép, amelyen a Magyarországon lévő, régészetileg kutatott jelentősebb barlangok földrajzi elhelyezkedése figyelhető meg. A térképen látható a Herman Ottó-barlang földrajzi elhelyezkedése. A könyv országos barlanglistájában a Bükk hegység barlangjai között két külön barlangként szerepel a Herman Ottó-barlang. Az egyik barlang Herman Ottó-barlang néven Puskaporosi barlang névváltozattal. A másik barlang Herman Ottó-kőfülke néven Puskaporosi kőfülke és Herman fülkéje névváltozatokkal. A listához kapcsolódóan látható az Aggteleki-karszt és a Bükk hegység barlangjainak földrajzi elhelyezkedését bemutató, 1:500 000-es méretarányú térképen a két barlang földrajzi elhelyezkedése.
Horváth Károly, Juhász Márton és Juhászné Osvát Zsuzsa 1986. november 26–27-én felmérték a barlangot, majd Juhász Márton (OKTH Barlangtani Intézet) 1986-ban, a felmérés adatainak felhasználásával megrajzolta a Herman Ottó-barlang (5391/34.) alaprajz térképét, kifejtett hosszmetszet térképét és 7 keresztmetszet térképét. A térképek 1:100 méretarányban mutatják be a barlangot. Az alaprajz térképen megfigyelhető a 7 keresztmetszet elhelyezkedése a barlangban. Az alaprajz térkép térképlapján jelölve van az É-i irány. A barlang a felmérés szerint 131,4 m hosszú (a főág 82,4 m, a DNy-i ág 42 m, a felső járat pedig 7 m hosszú). A barlang 34,2 m függőleges kiterjedésű, 2,2 m mély, 32 m magas és 77 m vízszintes kiterjedésű. A barlang alsó bejárata 5,1 m széles és 3,4 m magas, felső bejárata pedig 5,5 m széles és 6,2 m magas.
| \| Pont \| Ponttól-pontig \| Irány (∡) \| Dőlés (∡) \| Távolság (m) \| x \| y \| z \| \| ---- \| -------------- \| --------- \| --------- \| ------------ \| ------- \| ------- \| ------- \| \| 1. \| 0.–1. \| 127 \| −14 \| 13,4 \| −7,825 \| +10,384 \| −3,242 \| \| 2. \| 1.–2. \| 132 \| +7 \| 10,65 \| −14,898 \| +18,24 \| −1,944 \| \| 3. \| 2.–3. \| 144 \| +15 \| 11,2 \| −23,65 \| +24,599 \| +0,955 \| \| 4. \| 3.–4. \| 126 \| +7 \| 14,1 \| −31,876 \| +35,921 \| +2,673 \| \| 5. \| 4.–5. \| 145 \| +2 \| 8,1 \| −38,507 \| +40,564 \| +2,956 \| \| 6. \| 5.–6. \| 165 \| +26 \| 6,23 \| −43,915 \| +42,013 \| +5,687 \| \| 7. \| 6.–7. \| 162 \| −2 \| 5 \| −48,667 \| +43,557 \| +5,513 \| \| 8. \| 7.–8. \| 194 \| −12 \| 1,46 \| −50,053 \| +43,211 \| +5,209 \| \| 9. \| 8.–9. \| 191 \| +9 \| 5,94 \| −55,812 \| +42,091 \| +6,138 \| \| 10. \| 9.–10. \| 140 \| +3 \| 2 \| −57,342 \| +43,375 \| +6,243 \| \| 11. \| 10.–11. \| 92 \| 0 \| 1,98 \| −57,411 \| +45,354 \| +6,243 \| \| 12. \| 11.–12. \| 228 \| +31 \| 1,65 \| −58,357 \| +44,303 \| +7,093 \| \| 13. \| 12.–13. \| 275 \| +39 \| 8,23 \| −57,799 \| +37,931 \| +12,272 \| \| 14. \| 13.–14. \| 269 \| +23 \| 3,23 \| −57,851 \| +34,958 \| +13,534 \| \| 15. \| 14.–15. \| 268 \| +40 \| 6,66 \| −58,029 \| +29,859 \| +17,815 \| \| 16. \| 15.–16. \| 210 \| +25 \| 9,3 \| −65,329 \| +25,644 \| +21,745 \| \| 17. \| 16.–17. \| 226 \| +21 \| 4,9 \| −68,507 \| +22,353 \| +23,501 \| \| 01 \| 0–01 \| 294 \| −23 \| 1,65 \| +0,618 \| −1,388 \| −0,645 \| \| 02 \| 01–02 \| 44 \| +12 \| 11,08 \| +8,414 \| +6,141 \| +1,659 \| \| 03 \| 02–03 \| 149 \| −7,5 \| 3,97 \| +5,040 \| +8,168 \| +1,141 \| \| 04 \| 03–04 \| 205 \| +18,5 \| 9,87 \| −3,443 \| +4,212 \| +4,273 \| \| 05 \| 04–05 \| 128 \| −4 \| 7,02 \| −7,754 \| +9,73 \| +3,783 \| |                |           |           |              |         |         |         |
| Pont | Ponttól-pontig | Irány (∡) | Dőlés (∡) | Távolság (m) | x       | y       | z       |
| 1. | 0.–1.          | 127       | −14       | 13,4         | −7,825  | +10,384 | −3,242  |
| 2. | 1.–2.          | 132       | +7        | 10,65        | −14,898 | +18,24  | −1,944  |
| 3. | 2.–3.          | 144       | +15       | 11,2         | −23,65  | +24,599 | +0,955  |
| 4. | 3.–4.          | 126       | +7        | 14,1         | −31,876 | +35,921 | +2,673  |
| 5. | 4.–5.          | 145       | +2        | 8,1          | −38,507 | +40,564 | +2,956  |
| 6. | 5.–6.          | 165       | +26       | 6,23         | −43,915 | +42,013 | +5,687  |
| 7. | 6.–7.          | 162       | −2        | 5            | −48,667 | +43,557 | +5,513  |
| 8. | 7.–8.          | 194       | −12       | 1,46         | −50,053 | +43,211 | +5,209  |
| 9. | 8.–9.          | 191       | +9        | 5,94         | −55,812 | +42,091 | +6,138  |
| 10. | 9.–10.         | 140       | +3        | 2            | −57,342 | +43,375 | +6,243  |
| 11. | 10.–11.        | 92        | 0         | 1,98         | −57,411 | +45,354 | +6,243  |
| 12. | 11.–12.        | 228       | +31       | 1,65         | −58,357 | +44,303 | +7,093  |
| 13. | 12.–13.        | 275       | +39       | 8,23         | −57,799 | +37,931 | +12,272 |
| 14. | 13.–14.        | 269       | +23       | 3,23         | −57,851 | +34,958 | +13,534 |
| 15. | 14.–15.        | 268       | +40       | 6,66         | −58,029 | +29,859 | +17,815 |
| 16. | 15.–16.        | 210       | +25       | 9,3          | −65,329 | +25,644 | +21,745 |
| 17. | 16.–17.        | 226       | +21       | 4,9          | −68,507 | +22,353 | +23,501 |
| 01 | 0–01           | 294       | −23       | 1,65         | +0,618  | −1,388  | −0,645  |
| 02 | 01–02          | 44        | +12       | 11,08        | +8,414  | +6,141  | +1,659  |
| 03 | 02–03          | 149       | −7,5      | 3,97         | +5,040  | +8,168  | +1,141  |
| 04 | 03–04          | 205       | +18,5     | 9,87         | −3,443  | +4,212  | +4,273  |
| 05 | 04–05          | 128       | −4        | 7,02         | −7,754  | +9,73   | +3,783  |

Megjegyzés: a 0., 3., 5., 6., 10–17. és a 03., 04., 05 felmérési pontok állandósítva lettek. Az 5., 6., 10–16. és a 03., 04. pontok azonosak a barlangban már korábban elhelyezett felmérési pontokkal (piros festékkel és szöggel vannak jelölve a barlangban). (0. pont: x = 0, y = 0, z = +1)
1988. október 1-től a környezetvédelmi és vízgazdálkodási miniszter 7/1988. (X. 1.) KVM rendeletének (6. §. 2. pont, illetve 5. sz. melléklet) értelmében a Bükk hegységben lévő Hermann Ottó-barlang fokozottan védett barlang. Az 1988. évi Karszt és Barlangban közölve lett, hogy a Bükk hegységben elhelyezkedő Herman Ottó-barlang bekerült Magyarország fokozottan védett barlangjai közé. Magyarországon (a Herman Ottó-barlanggal együtt) 108 barlang van fokozottan védve.

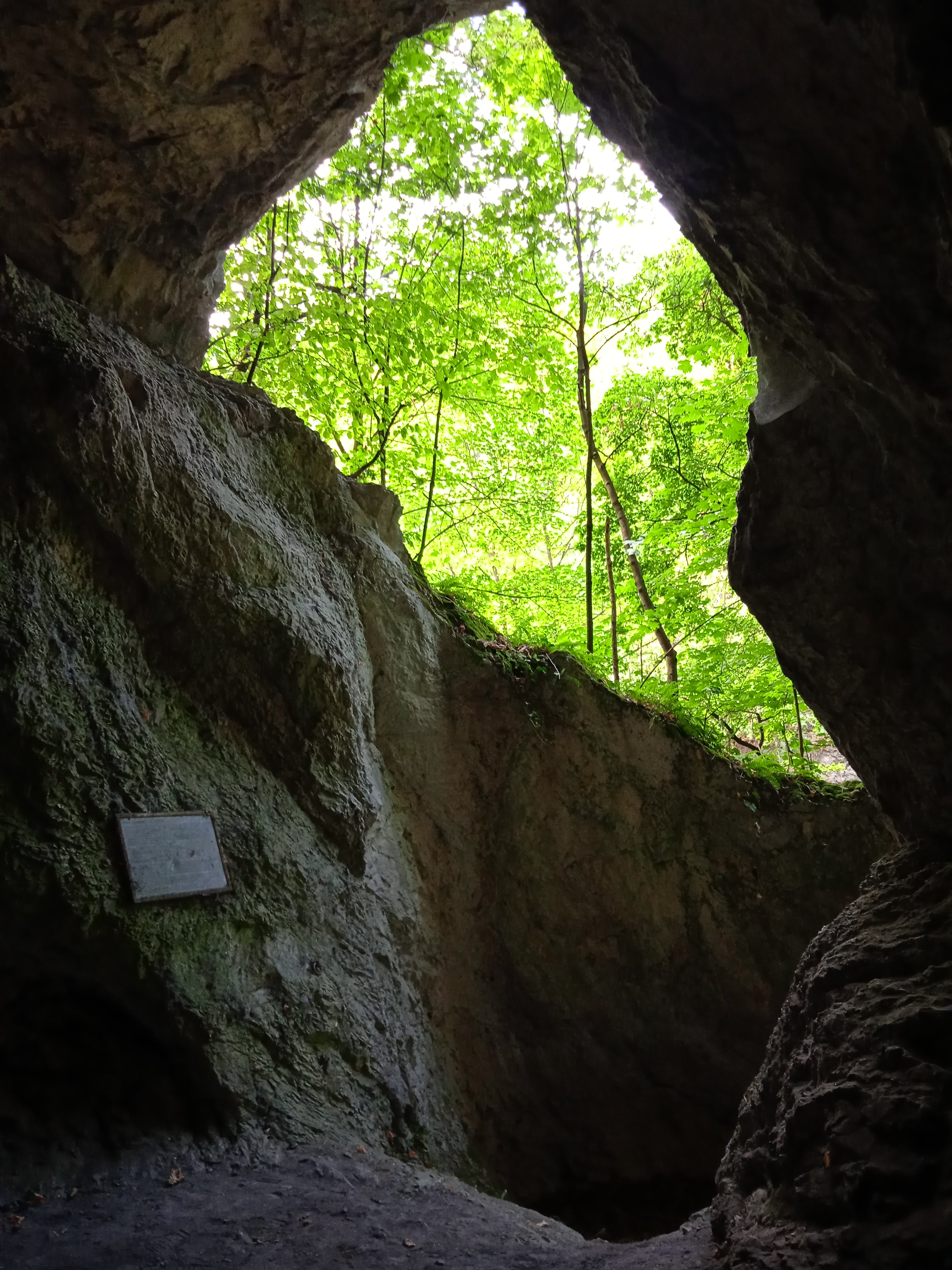
A Herman Ottó-kőfülke bejárata 2022-ben

Az 1989. évi Karszt és Barlangban lévő tanulmány szerint az 1988-ban, Nemoursban tartott őskőkorszak kollokviumon, Ringer Árpád a bükki Herman-kőfülke késői szeletien anyagát, Szeletien-solutroid néven, külön fejlődési fázisként ajánlotta klasszifikálni. A publikációban van egy térkép, amelyen a régészeti leletek miatt ismert jelentősebb magyarországi barlangok földrajzi elhelyezkedése figyelhető meg. A térképen látható a Herman Ottó-barlang földrajzi elhelyezkedése. A folyóirat 1989. évi különszámában napvilágot látott a tanulmány angol nyelvű változata. Ebben a tanulmányban is közölve lett a térkép, amelyen Herman Cave a barlang neve. 2001. május 17-től a környezetvédelmi miniszter 13/2001. (V. 9.) KöM rendeletének értelmében a Bükk hegység területén lévő Herman Ottó-barlang fokozottan védett barlang. Egyidejűleg a fokozottan védett barlangok körének megállapításáról szóló 1/1982. (III. 15.) OKTH rendelkezés hatályát veszti.
A 2003-ban kiadott, Magyarország fokozottan védett barlangjai című könyvben az olvasható, hogy a Herman Ottó-barlang (Herman Ottó-kőfülke) barlangkataszteri száma 5391/34. A barlang a Központi-Bükkben (Déli-Bükk), Miskolcon (Borsod-Abaúj-Zemplén megye) helyezkedik el. Az Alsóhámor és Felsőhámor között lévő Puskaporosi-szorosban, a Szinva jobb oldali partján, 236 m tszf. magasságban nyílik a barlang. A barlang bejárati szakaszát gyakran elönti a patak, és ezzel megnehezíti a barlang megtekintését. A barlang két bejárata közül a felsőből (Herman Ottó-kőfülke) csak kötélen leereszkedve, az alsóból pedig csak a patakon átkelve lehet bejutni a barlang csak 4–6 m széles, de magas, inkább hasadékszerű elülső szakaszába. Az innen induló, elszűkülő folyosó a látogatót előbb négykézlábra, majd kúszásra kényszeríti. A majdnem vízszintes járat, 80 m után, éles szögben fordul jobbra, és addig emelkedik, míg egy kisebb terembe ér. Onnan, egy állandóan bent lévő, rögzített kötélen, mely meglehetősen rossz állapotban van, érhető el a néhány méter után elszűkülő végpont.
A barlang hossza 131 m, függőleges kiterjedése 34 m, vízszintes kiterjedése pedig 77 m. A triász mészkőben (Fehérkői Mészkő Formáció) létrejött barlang vizet vezetett régen. A barlang falait hullámkagylók, ujjbegykarrok és mennyezeti csatornák díszítik. Breccsazóna, kalcittelér, kipreparálódott rétegfej, tűzkő és limonitnyomok is látszanak benne, de csak kis felületen. Ásványkiválásai közül meg kell említeni a bejárati terem cseppkőlefolyásait és cseppkőbekérgezéseit, a szétvésett, elöregedett mésztufagátakat, és a bejárat közelében található száraz, porlódó hegyitej képződményeket.

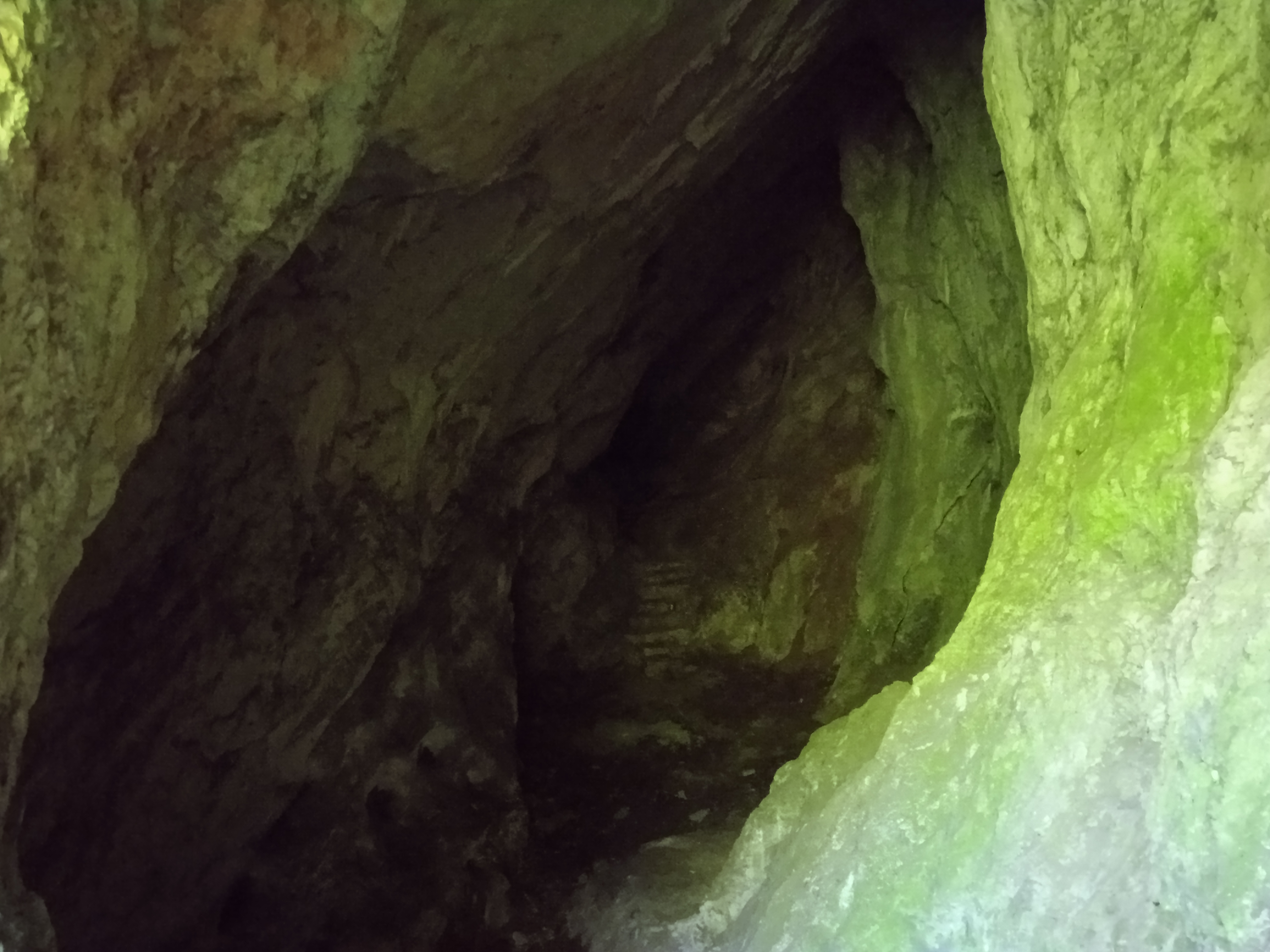
A Herman Ottó-barlangban lévő lépcső 2022-ben (a Herman Ottó-kőfülkéből fényképezve)

Fekvése alapján nem tartozik az ideális ősemberbarlangok közé az 1982 óta fokozottan védett barlang. 1915. május 7-én kezdte el a barlang első próbaásatását Kadić Ottokár, melynek során mélyített két próbagödröt. Saját bevallása szerint legnagyobb meglepetésére, 2 m mélységből, barlangi medvecsontokkal együtt előkerült néhány paleolit kőszilánk is. Kadić Ottokár, a próbaásatás sikerén fellelkesülve, elkezdte felásni az előcsarnokot. A 2,5 m vastag kitöltés eltávolítása során azonosítani tudott 17 réteget, melyek közül 6 bizonyult pleisztocén korúnak.
Az itt talált paleolit leletek besorolása nem egyértelmű a tudományos ismeretek fejlődése miatt. Kadić Ottokár az anyagot (eredetileg) korai solutréennek, tehát korai szeletainak határozta meg, annak ellenére, hogy nem talált egyetlen olyan levélhegyet sem, mely erre a kultúrára jellemző. Kadić Ottokár elképzelésével Hillebrand Jenő is egyetértett, de a leletanyagban talált két, átfúrt szarvasszemfog miatt, azt később átsorolta az aurignaci kultúrához. Mottl Mária, egy nagy szakócaszerű gigantolit alapján (és a kezdetleges eszközanyag miatt is), korai aurignaciennek tartotta az anyagot. Vértes László és munkatársai, a mousteroid formákkal együtt megjelenő törpepengék miatt, olyan iparnak tekintették, mely a moustiérien kultúrából alakult ki lokálisan. Vértes László később, statisztikus vizsgálatok alapján (az eszközök különbözősége miatt) elvetette az aurignaci kapcsolatot. Még tűréshatáron belülinek tartotta szeleta-kultúrához hasonlóságát, de ezt sem tartotta elfogadhatónak, mert nincs a leletek között levélhegy típusú eszköz. Inkább egy párhuzamos kultúra kialakulását feltételezte (a moustiérien kultúrából levezetve). A Szeleta-barlang közelsége azonban a párhuzamos kultúra jelenléte ellen szólt.
A közeljövőben várható a leletanyag hovatartozásának pontos meghatározása, miután folyamatban van a Ringer Árpád által 1999-ben, bolygatatlan külszíni lelőhelyen végzett ásatás eredményeinek feldolgozása. A kiadványban publikálva lett a barlang 1986-ban készült (Juhász Márton, Országos Barlangnyilvántartás) alaprajz térképének és (csak a bejárati szakasz) hossz-szelvény térképének színes változata. A térképlapon jelölve van az É-i irány. A könyvben látható egy olyan, Kovács Attila által készített, színes fénykép, amely a barlang bejárati szakaszát mutatja be. A fényképaláírás szerint hol a víz, hol a jégképződmények nehezítik meg a közlekedést a barlang bejárati szakaszában. A barlangról szóló könyvfejezet 3 publikáció alapján lett írva.

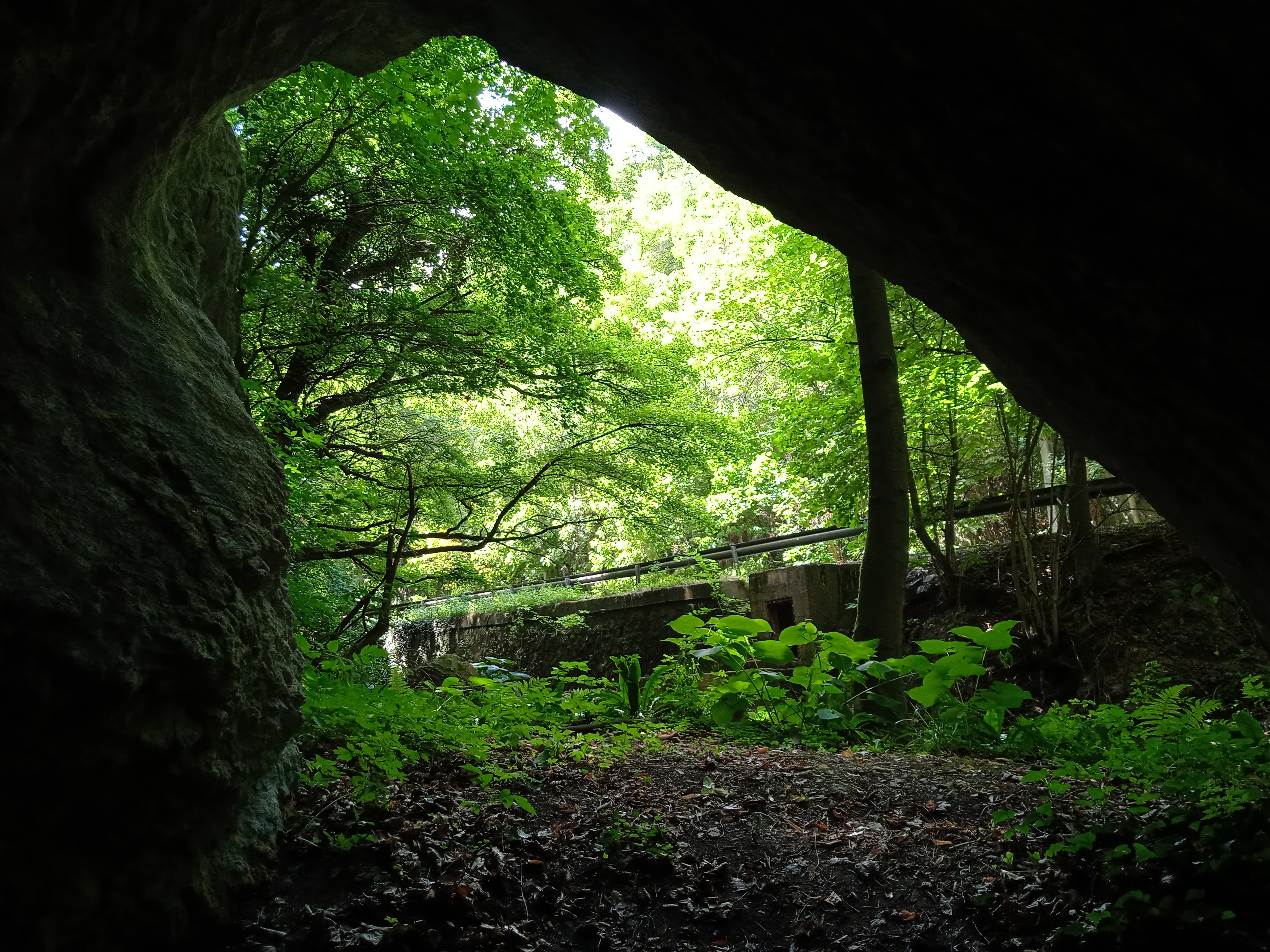
Kilátás a Herman Ottó-barlangból

A 2005-ben megjelent, Magyar hegyisport és turista enciklopédia című kiadványban önálló szócikke van a barlangnak. A szócikk szerint a Herman Ottó-barlang a Bükk hegységben helyezkedik el és régészeti jelentőségű, 1982-től fokozott védelem alatt álló természeti érték. A Szinva-szoros D-i oldalában, a patakmeder felett közvetlenül, 236 m tszf. magasságban van a hatalmas bejárata. A 131 m hosszú barlang triász mészkőben keletkezett. Árvizekkor a patak elönti bejárati részét. Kitöltésében a kőkori kultúrák leletei mellett a jégkorban élt állatok csontmaradványait is megtalálták. A barlang felső emelete a főághoz kapcsolódó Herman Ottó-kőfülke. A kőfülkének a Herman Ottó-barlang felett van a bejárata.
2005. szeptember 1-től a környezetvédelmi és vízügyi miniszter 23/2005. (VIII. 31.) KvVM rendelete szerint a Bükk hegységben lévő Herman Ottó-barlang fokozottan védett barlang. 2005–2006-ban került sor a barlang revíziós régészeti és őslénytani kutatására. Az ehhez kapcsolódó üledékminta-vételezést és két régészeti feltárást a Herman Ottó Múzeum végezte. A kutatás a barlang jégkori leletanyagáról rétegtani és korhatározási szempontból, valamint a kőeszközkészítés technológiájára vonatkozóan is új eredményekkel gazdagította a korábbi ismereteket. Ezek alapján elmondható, hogy a Herman Ottó-barlangot a pleisztocén ősember 35–18 ezer évvel napjaink előtt, kalibrált radiokarbon adatok szerint 40–22 ezer éve többször használta szálláshelyként. A leletanyag elsősorban kőeszközkészítő műhelyre és nem vadásztanyára utal.
2013. július 19-től a vidékfejlesztési miniszter 58/2013. (VII. 11.) VM rendelete szerint a Herman Ottó-barlang (Bükk hegység, Bükki Nemzeti Park Igazgatóság működési területe) az igazgatóság hozzájárulásával látogatható. 2013. augusztus 12-től a belügyminiszter 43/2013. (VIII. 9.) BM rendelete szerint a Borsod-Abaúj-Zemplén megyei, miskolci, 5391-34 barlangkataszteri számú és 16730 lelőhely-azonosítójú Herman Ottó-barlang régészeti szempontból jelentős barlangnak minősül. 2015. november 3-tól a földművelésügyi miniszter 66/2015. (X. 26.) FM rendelete szerint a Herman Ottó-barlang (Bükk hegység) fokozottan védett barlang. 2021. május 10-től az agrárminiszter 17/2021. (IV. 9.) AM rendelete szerint a Herman Ottó-barlang (Bükk hegység, Bükki Nemzeti Park Igazgatóság működési területe) az igazgatóság engedélyével látogatható. A 13/1998. (V. 6.) KTM rendelet egyidejűleg hatályát veszti.

## További irodalom
- Brian Adams: The Middle to Upper Paleolithic Transition in Central Europe. The record from the Bükk Mountain region. BAR International Series, 1998. 693. Archaeopress, Oxford.
- Borbély Sándor: Előzetes hidrogeológiai vizsgálatok a Herman Ottó-cseppkőbarlangban. Kézirat. Miskolc, 1963.
- Gábori Miklós: A késői paleolitikum Magyarországon. Régészeti Tanulmányok, 1964. III. Akadémiai Kiadó, Budapest.
- Kadić Ottokár: Der Mensch zur Eiszeit in Ungarn. A magyar királyi Földtani Intézet Évkönyve, 1934. (30. köt.) 1. füz. Budapest. 1–147. old.
- Mottl Mária: Volt-e aurignacien interstadiális hazánkban? Földtani Közlöny, 1939. (69. köt.) 10–12. sz. 269–278. old.
- Mottl Mária: Az interglaciálisok és interstadiálisok a magyarországi emlősfauna tükrében. A Magyar Királyi Földtani Intézet 1941. évi jelentése. 5–42. old.
- Mottl Mária: Das Aurignacien in Ungarn. Quartär, 1942. 4. 82–108. old.